# Polskie Stronnictwo Ludowe „Odrodzenie”
Polskie Stronnictwo Ludowe „Odrodzenie” – polska partia polityczna, istniejąca w latach 1989–1990.

## Historia
Partia została utworzona na Kongresie Odrodzenia Ruchu Ludowego w Warszawie w dniach 26–27 listopada 1989 w wyniku przekształcenia Zjednoczonego Stronnictwa Ludowego (ZSL). Prezesem partii był Kazimierz Olesiak, a przewodniczącym Rady Naczelnej Józef Zych. Na prezesa honorowego wybrano Tadeusza Nowaka.
PSL „Odrodzenie” odrzuciło dotychczasowe uzależnienie się od Polskiej Zjednoczonej Partii Robotniczej, potwierdziło samodzielność stronnictwa. Odwołało się do tradycji ruchu ludowego.
Od stycznia 1990 prowadzone były rozmowy z różnymi odłamami PSL w ramach Komisji Pojednania Ruchu Ludowego. 5 maja 1990 PSL „Odrodzenie” połączyło się z wilanowskim Polskim Stronnictwem Ludowym i sześcioma organizacjami wojewódzkimi Polskiego Stronnictwa Ludowego „Solidarność”, tworząc jednolite Polskie Stronnictwo Ludowe „z zachowaniem i kontynuacją tożsamości PSL z 1946 roku”. Jego pierwszym prezesem został Roman Bartoszcze, a przewodniczącym Rady Naczelnej Roman Jagieliński.